# Percina notogramma
Percina notogramma és una espècie de peix de la família dels pèrcids i de l'ordre dels perciformes.

## Morfologia
Els mascles poden assolir els 8,4 cm de longitud total.

## Distribució geogràfica
Es troba a Nord-amèrica: Maryland, Virgínia i Virgínia Occidental.